# 河內國
河內國（日语：〔〕／〔〕 Kawachinokuni */?），日本古代的令制國之一，屬京畿區域，為五畿之一，又稱河州。河內國的領域大約相當於現在大阪府的東部。

## 郡
- 石川郡
- 錦部郡
- 古市郡
- 安宿部郡（安宿郡）
- 大縣郡
- 高安郡
- 河內郡
- 讚良郡
- 茨田郡
- 交野郡
- 若江郡
- 澀川郡
- 志紀郡
- 丹比郡（平安時代後期分割為丹北郡、丹南郡，丹北郡的一部分後又分離為八上郡）